# Schafberg (Salzkammergut-Berge)
Der Schafberg ist ein 1782 m ü. A. hoher Berg im Salzkammergut im nördlichen Salzburg und südlichen Oberösterreich. Er befindet sich am Nordende der Nördlichen Kalkalpen und  ist durch seine ins Alpenvorland vorgeschobene Position eine markante Landmarke und ein beliebter Aussichtsberg des nordwestlichen Salzkammerguts. Er ist von den drei großen Salzkammergutseen Wolfgangsee, Mondsee und Attersee umgeben. Aufgrund seiner charakteristischen Form, mit gleichmäßig ansteigender Südflanke und senkrecht abfallenden Nordwänden, ist er ein Wahrzeichen des Salzkammerguts. Der Schafberg ist ein bedeutendes Tourismusziel. Am Gipfel befindet sich das älteste Berghotel Österreichs. Die Schafbergbahn, eine von drei noch existierenden Zahnradbahnen in Österreich, befördert jährlich rund 170.000 Besucher auf den Gipfel.

## Geographie

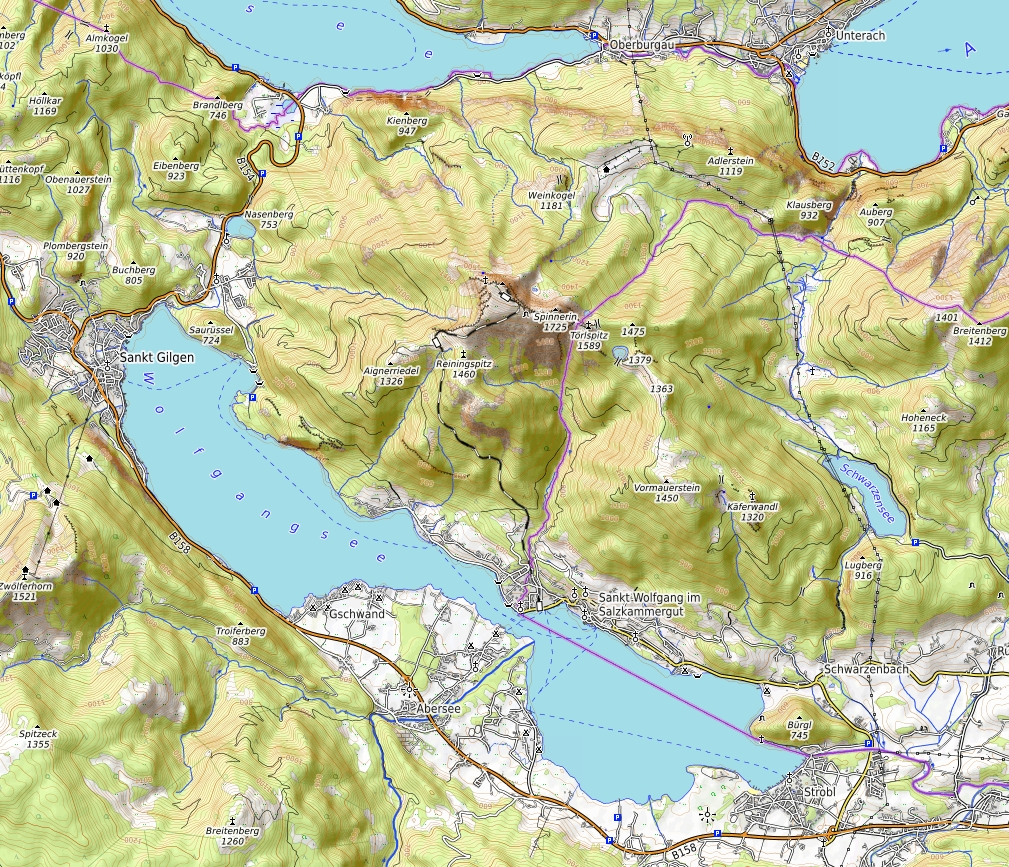
Topografische Karte des Schafbergs mit dem Wolfgangsee

Der Schafberg hat eine maximale Ausdehnung zwischen der Scharflinger Höhe im Nordwesten und dem Schwarzensee im Südosten von 9 und von Nord nach Süd von 7 Kilometern mit einer Gesamtfläche von etwa 50 km².
Die Westgrenze beginnt beim Weiler Brunnwinkl in Sankt Gilgen und verläuft über die Scharflinger Höhe zum Eglsee am Mondsee. Von dort folgt die Nordgrenze dem Südufer des Mondsees, der Seeache sowie dem Südufer des Attersees bis Burgbachau. Die Ostgrenze verläuft durch die Burggrabenklamm zur Moosalm und folgt dem Moosbach bzw. Schwarzenbach bis zum Schwarzensee, danach den Schwarzenbach abwärts zur Ache bei Strobl und zum Wolfgangsee. Das Nordostufer des Wolfgangsees bildet die Südwestgrenze bis Brunnwinkl.
Verwaltungsmäßig befindet sich der Schafberg in den Bundesländern Salzburg und Oberösterreich. Er gehört zum Bezirk Salzburg-Umgebung im Flachgau (Nordwesten) und zum oberösterreichischen Bezirk Gmunden im Traunviertel (Südosten). Die Landesgrenze verläuft entlang des Klausbachs im Norden, durch den Mittersee zur Einschartung zwischen Spinnerin und Törlspitz, von dort entlang des Ditlbachs bis St. Wolfgang. Die Gemeinden Sankt Gilgen und St. Wolfgang im Salzkammergut haben Anteil am Schafberg.

### Topologie
Die Südflanke steigt gleichmäßig steil vom Wolfgangsee auf 538 m ü. A. an. Der höchste Punkt befindet sich beim Hotel Schafbergspitze mit 1783 m ü. A. Im Westen des Nordabfalls liegt die Himmelspforte, eine schmale Felsgasse, wo auf 1736 m ü. A. das Gipfelkreuz steht. Östlich der Schafbergspitze befindet sich der Nebengipfel der Spinnerin (1725 m ü. A.), die durch eine Einschartung vom Törlspitz (1589 m ü. A.) getrennt ist. Die Nordwände fallen rund 300 Meter senkrecht zum Kar des Suissensees auf 1385 m ü. A. ab. Oberhalb des Mittersees beträgt die Wandhöhe rund 200 m. Die Nordabdachung verläuft zunächst mäßig steil zur Eisenaueralm (1000 m ü. A.) auf einem kleinen Plateau. Die Ackerschneid fällt von der Eisenaueralm zum Mondsee, zur Seeache und zum Attersee (469 m ü. A.) ab. In der Südostflanke sind der Vormauerstein (1450 m ü. A.) und der Sommeraustein (1275 m ü. A.) zwei markante Vorgipfel. Im Südwesten fällt die Falkensteinwand vom Falkenstein (764 m ü. A.) senkrecht zum See ab.

### Verkehr
Im Norden verläuft die Attersee Straße bzw. die Seeleiten Straße entlang der Ufer von Mondsee und Attersee. Im Westen verbindet die Mondsee Straße Scharfling mit Sankt Gilgen. Im Südosten führt die St. Wolfganger Straße (L546) von Bad Ischl nach St. Wolfgang im Salzkammergut. Dort befindet sich der Talbahnhof der Schafbergbahn, einer Zahnradbahn, die zum Gipfel des Schafbergs führt.

### Gewässer

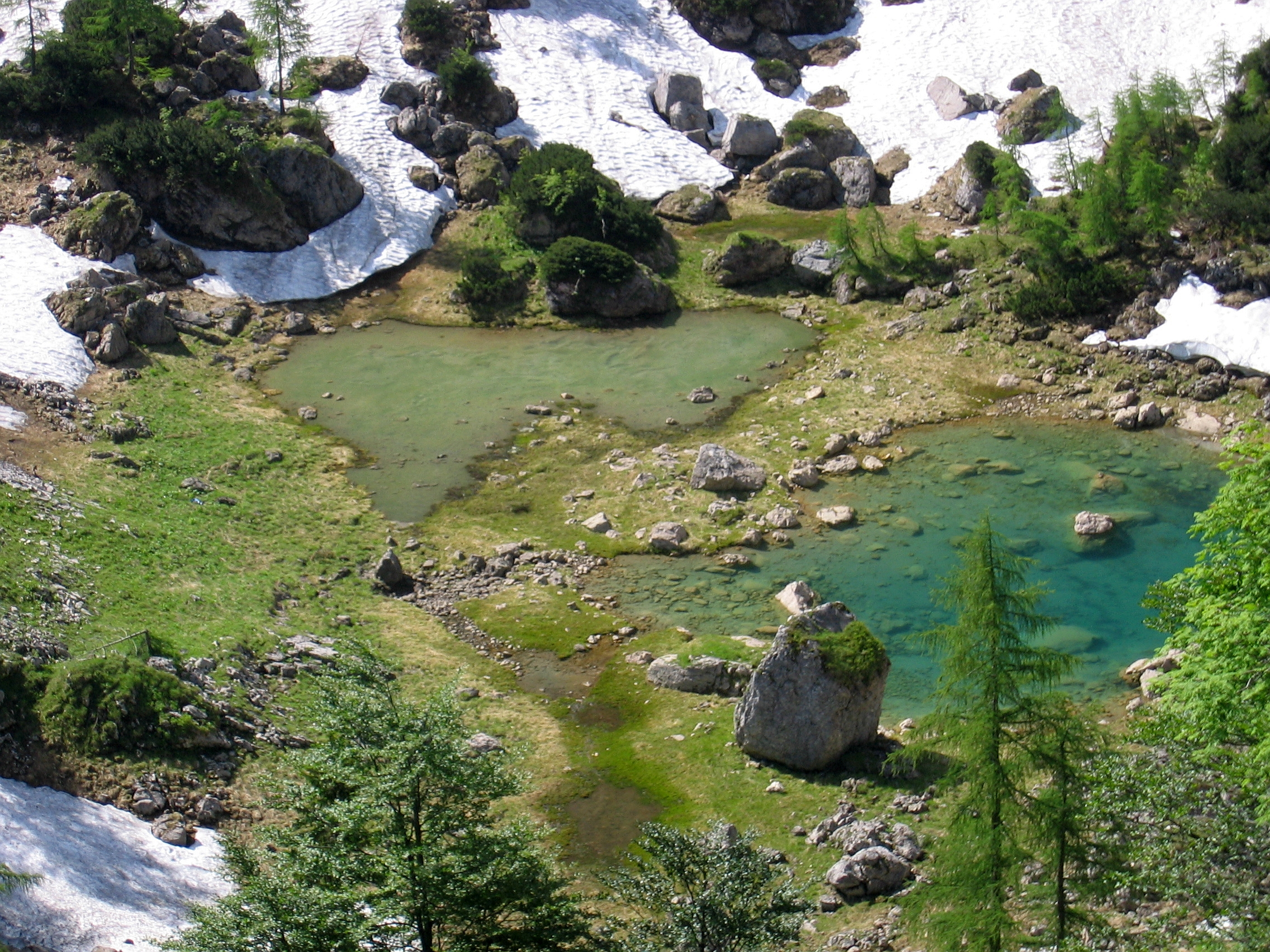
Der Suissensee ist ein kleiner Karsee am Fuß der Nordwände

Am Schafberg befinden sich fünf Seen etwas nördlich vom Hauptkamm. Von Westen nach Osten sind dies: Krotensee, Suissensee, Mittersee, Mönichsee und Schwarzensee. Am Nordfuß gibt es eine Reihe von Bächen, die in den Mondsee bzw. in den Attersee fließen. Die Bäche der Südflanke fließen zum Wolfgangsee. Die wichtigsten Zubringer sind der Kesselbach, der zum Krotensee fließt, und der Ditlbach, der in St. Wolfgang in den Wolfgangsee mündet. Das Gebiet der Moosalm im Osten entwässert über den Moosbach in den Schwarzensee, der über den Schwarzenbach in die Ischler Ache entwässert.

## Geologie

### Tektonik

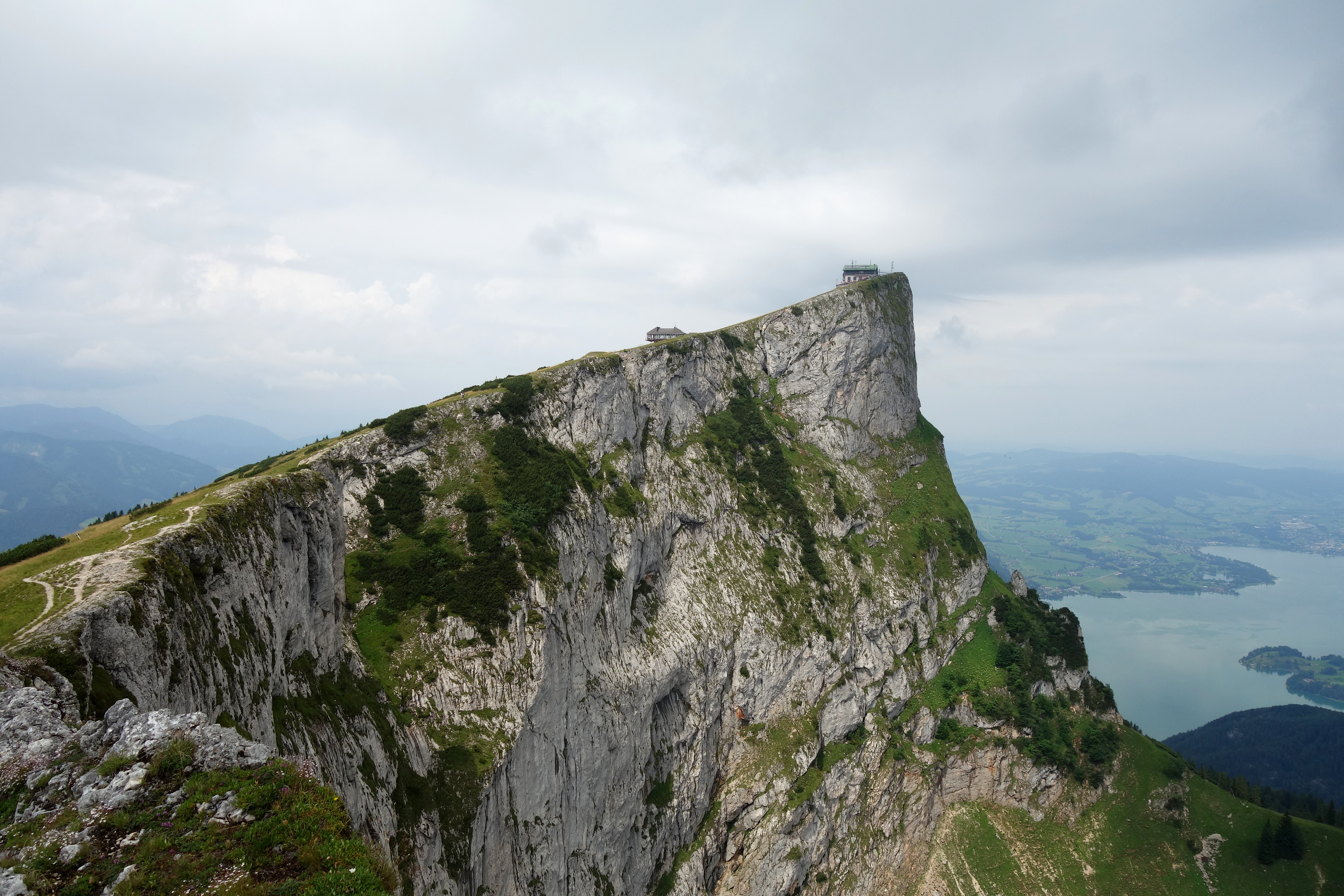
Blick von der Spinnerin auf den Nordabfall des Schafbergs, der von einer liegenden Synklinale gebildet wird

Der Schafberg ist ein Teil der Nördlichen Kalkalpen und wird von Gesteinen der Staufen-Höllengebirgs-Decke des Tirolischen Deckensystems aufgebaut. Während der Bewegung der Staufen-Höllengebirgs-Decke nach Norden wurden das jüngere Bajuvarikum und das Rhenodanubische Deckensystem nordvergent überschoben. Die Staufen-Höllengebirgs-Decke ist durch das dextrale Blattverschiebungssystem der Wolfgangsee-Störung in zwei Schollen zerlegt. Im Südwesten liegt das Osterhorn-Tirolikum und im Nordosten das Schafberg-Tirolikum. Der Schafberg besteht aus einem komplexen Faltensystem, wobei die landschaftsprägende Schafberg-Gipfelregion von einer nach Norden überschlagenen, liegenden Synklinale gebildet wird.

### Lithostratigraphie
Lithostratigraphisch bestehen die Gesteine des Schafbergs überwiegend aus mesozoischen Kalken und Dolomiten der Trias und des Jura, die vor rund 210 bis 135 Millionen Jahren abgelagert wurden.
Nordalpine Raibler Schichten (Karnium) befinden sich am Nordabfall des Schafbergzuges im Bereich der Eisenaueralm. Wegen der leichteren Verwitterung ist der Verlauf der Raibler Schichten durch eine Geländeverflachung gekennzeichnet, die zumeist eine Moränenüberlagerung aufweist. Hauptdolomit (Karnium bis Norium) bildet die Basis und die Hauptmasse des Schafbergs und erreicht eine Mächtigkeit von bis zu 1500 m. Er tritt großflächig in der Südflanke und am Nordabfall zu Tage. Unter Wechsellagerung geht aus dem Hauptdolomit der dezimeter- bis metergebankte, graue bis bräunlichgraue Plattenkalk (Norium bis Rhätium) hervor. Seine Mächtigkeit kann bis zu 300 m betragen.
Scheibelbergkalk und Kirchsteinkalk (Unterjura) bilden zusammen eine bis zu 200 m mächtige Schicht, die vom Graben des Kesselbachs über die Schafbergalm nach Osten zieht und auch im Bereich der Vormaueralm vorkommt. Massiger, heller Hierlatzkalk (Unterjura) streicht mit bis 100 m Mächtigkeit über den Gipfelzug des Schafberges und ist von der Kote 1782 m nahe dem Hotel Schafbergspitze gegen Osten bis nördlich des Schwarzensees zu verfolgen. Dazwischen befinden sich bunte Kalke der Adnet-Formation, die fossilienführend sind. Radiolarit der Ruhpoldinger Schichten (Oberjura) bildet den Kern der Synklinale im Nordabfall der Schafberg-Gipfelregion. Er kommt nördlich der Himmelspforte, südlich des Suissensees und vom Nordosthang der Spinnerin bis südlich des Mittersees vor. Heller, fast weißer Plassenkalk (Kimmeridgium bis Tithonium) bildet den Falkenstein am nördlichen Wolfgangseeufer und die Höhen des Vormauersteins, des Sommerausteins und des Käferwandls.

### Ehemalige Vergletscherung

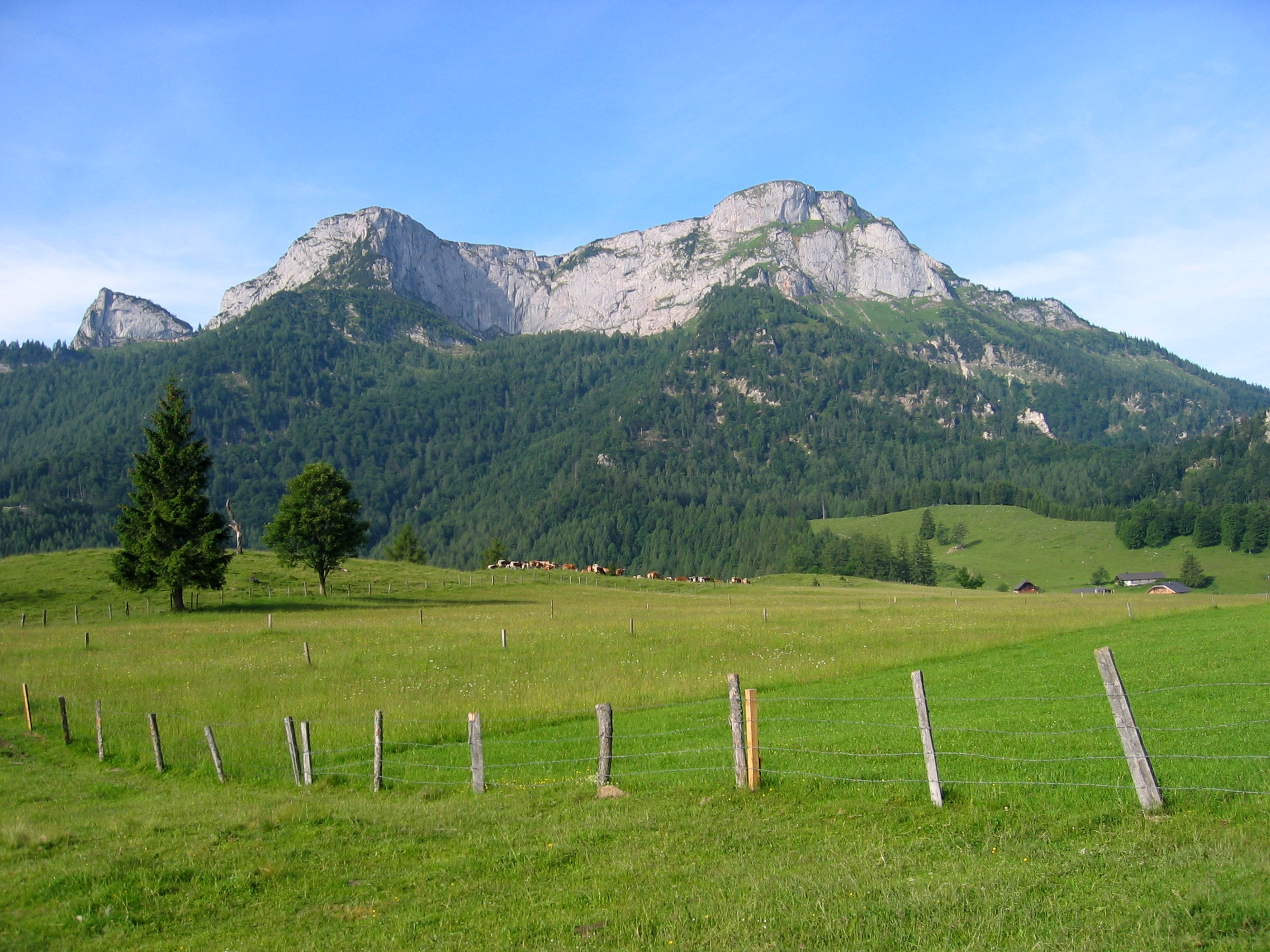
Blick von der Eisenaueralm auf den Nordabfall sowie auf den ehemaligen Gletscherabfluss aus dem Kar zwischen Spinnerin (links) und Schafbergfipfel (rechts)

Das Gebiet um den Schafberg war während der Eiszeiten immer vergletschert. Am Höhepunkt der jeweiligen Vereisung erfüllten große Eismassen die Täler und reichten immer wieder bis auf rund 1400 m ü. A. Nur der Gipfelbereich des Schafbergs ragte als Nunatakker aus den Eisströmen heraus. In den Tälern entstanden übertiefte Becken, die heute von Seen und deren Ablagerungen ausgefüllt sind. Der mächtige Traungletscher verzweigte sich bei Bad Ischl und floss mit einem Seitenast durch das Ischltal über den Wolfgangsee zum Mondsee. Ein kleinerer Seitenast floss durch die Furche von der Schwarzensee-Moosalm zum Attersee und lagerte in der ausgeschürften Mulde wasserstauende Spätglazialtone ab. Am Nordabfall des Schafbergs bildeten sich in den Karen über dem Suissensee und dem Mittersee mächtige Lokalgletscher, die Endmoränenwälle um die Eisenaueralm hinterließen.

### Höhlen
Mit Stand 2014 sind in der Katastergruppe 1531 (Schafberg) des Österreichischen Höhlenverzeichnisses vier Höhlen verzeichnet. Die längste davon ist das Wetterloch (Kat.Nr. 1531/2) mit etwas über 300 m Ganglänge. Die deutlich bewetterte Höhle wurde 1895 als Schauhöhle mit elektrischer Beleuchtung ausgebaut. Der Betrieb wurde aus Rentabilitätsgründen 1906 wieder eingestellt. Die weiteren Höhlen sind die Adlerhöhle (Kat.Nr. 1531/1), das St.-Wolfgang-Loch (Kat.Nr. 1531/3) und der Schafbergschacht (Kat.Nr. 1531/4).

## Klima

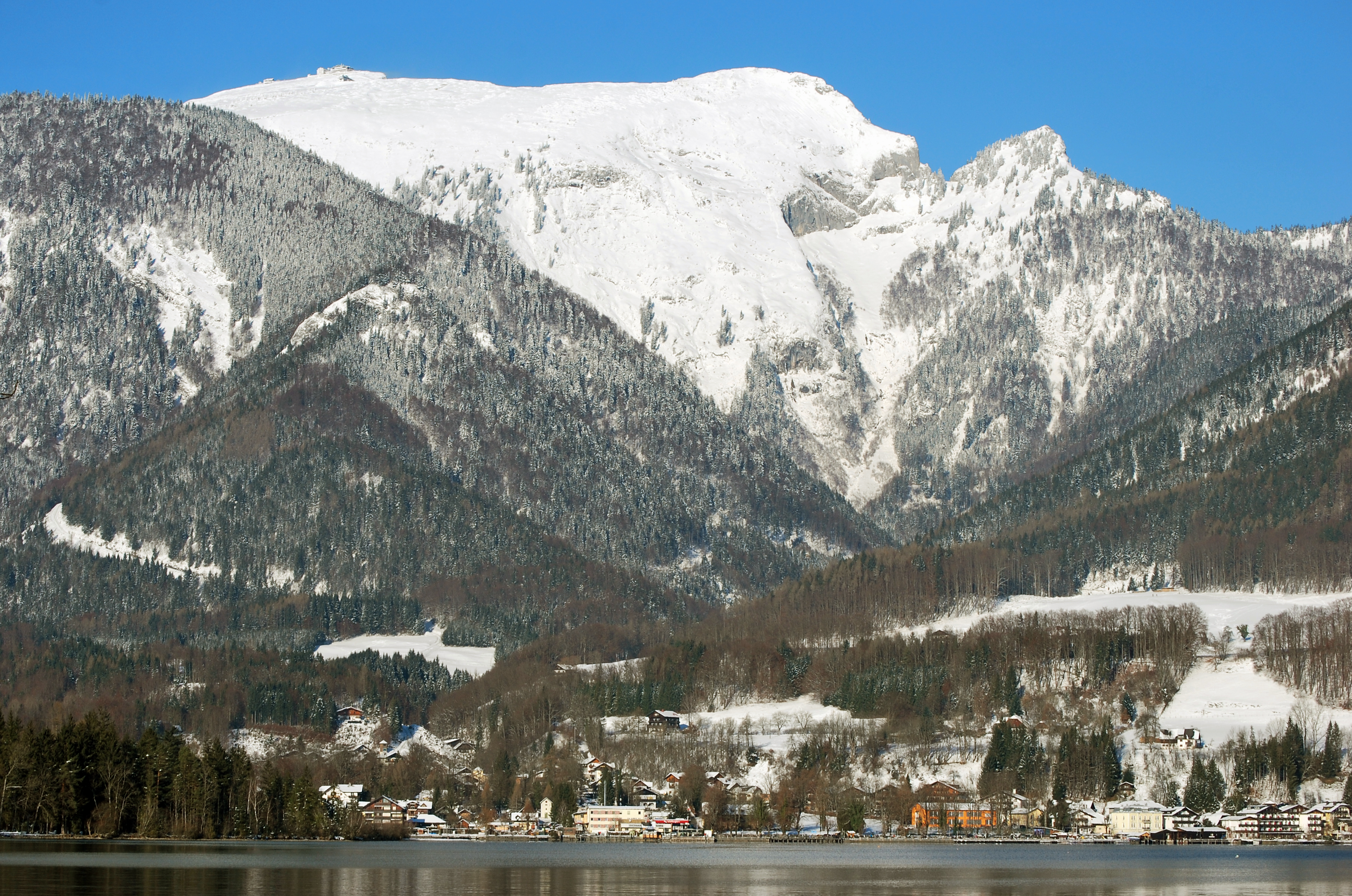
St. Wolfgang mit dem Schafberg im Winter

Die Wetterwarte der Zentralanstalt für Meteorologie und Geodynamik in St. Wolfgang im Salzkammergut (539 m ü. A.) stellt exakte Daten für das Schafberggebiet zur Verfügung. Die Klimadaten zeigen eine für die Nördlichen Kalkalpen typische Temperatur- und Niederschlagsverteilung: kühle und niederschlagsreiche Sommer und niederschlagsarme Winter. Der Jahresniederschlag beträgt 1467 mm und die Jahresdurchschnittstemperatur 8,8 °C. Die Niederschläge nehmen mit zunehmender Meereshöhe deutlich zu, die Temperatur nimmt ab. Am Schafberggipfel bewegen sich die Jahresniederschläge in einer Größenordnung von 1800 bis über 2000 mm und die Jahresdurchschnittstemperatur liegt zwischen 2 und 4 °C. In freien, höher gelegenen Bereichen dominieren West- und Nordwestwinde, die häufig mit Niederschlag einhergehen. Die im Salzkammergut nach Norden verschobenen Berge wirken gegen die von Westen kommenden Fronten wie Barrieren. Dies führt zu häufigen Stauniederschlägen. Gleichzeitig wirken die Seen mildernd auf Temperaturextreme. Durch die feuchten, warmen Luftmassen der umliegenden Seen kommt es im Herbst und Winter häufig zu stabilen Inversionswetterlagen. In höheren Lagen ist dadurch eine wesentlich längere Sonnenscheindauer festzustellen.
|                        | Jan  | Feb  | Mär  | Apr  | Mai  | Jun  | Jul  | Aug  | Sep  | Okt  | Nov  | Dez  |   |      |
| Mittl. Temperatur (°C) | −1,0 | −0,2 | 3,5  | 8,2  | 13,3 | 16,2 | 18,4 | 18,0 | 13,9 | 9,8  | 4,4  | 0,6  | ⌀ | 8,8  |
| Mittl. Tagesmax. (°C)  | 2,3  | 4,0  | 8,4  | 13,8 | 18,9 | 21,6 | 23,9 | 23,5 | 19,0 | 14,7 | 8,1  | 3,6  | ⌀ | 13,5 |
| Mittl. Tagesmin. (°C)  | −3,4 | −3,0 | 0,2  | 4,2  | 9,0  | 12,0 | 14,1 | 14,1 | 10,7 | 6,8  | 2,0  | −1,5 | ⌀ | 5,5  |
|                        |      |      |      |      |      |      |      |      |      |      |      |      |   |      |
| Niederschlag (mm)      | 102  | 87   | 120  | 82   | 127  | 171  | 179  | 167  | 139  | 86   | 104  | 103  | Σ | 1467 |
|                        |      |      |      |      |      |      |      |      |      |      |      |      |   |      |
| Sonnenstunden (h/d)    | 2,7  | 3,4  | 3,8  | 5,0  | 6,1  | 5,8  | 6,6  | 6,7  | 6,2  | 3,9  | 2,4  | 1,9  | ⌀ | 4,5  |
|                        |      |      |      |      |      |      |      |      |      |      |      |      |   |      |
| Luftfeuchtigkeit (%)   | 75,7 | 68,2 | 62,4 | 54,9 | 56,1 | 58,9 | 57,6 | 59,5 | 62,6 | 64,2 | 73,2 | 77,7 | ⌀ | 64,2 |

| −3,4 |

| −3,0 |

| 0,2 |

| 4,2 |

| 9,0 |

| 12,0 |

| 14,1 |

| 14,1 |

| 10,7 |

| 6,8 |

| 2,0 |

| −1,5 |

| −3,4 |

| −3,0 |

| 0,2 |

| 4,2 |

| 9,0 |

| 12,0 |

| 14,1 |

| 14,1 |

| 10,7 |

| 6,8 |

| 2,0 |

| −1,5 |

| N i e d e r s c h l a g | 102 | 87  | 120 | 82  | 127 | 171 | 179 | 167 | 139 | 86  | 104 | 103 |
|                         | Jan | Feb | Mär | Apr | Mai | Jun | Jul | Aug | Sep | Okt | Nov | Dez |

## Flora und Vegetation

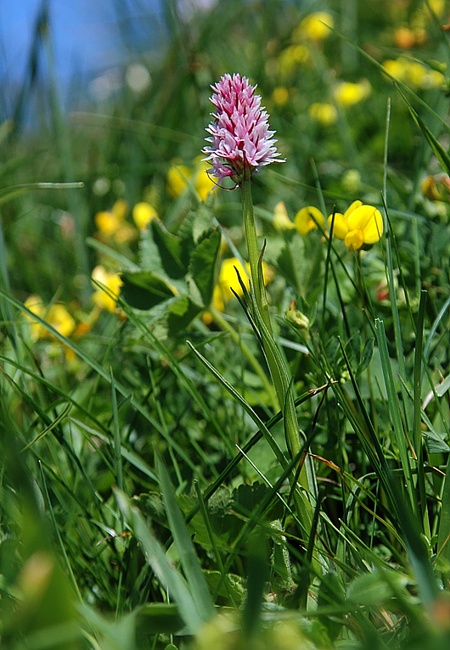
Steirisches Kohlröschen (Nigritella stiriaca), Schafberg

Aufgrund der großen Höhenunterschiede zwischen der Tallage und den Gipfelregionen bildet sich in jeder Höhenstufe eine entsprechende Vegetation. Die montane Stufe ist der Bereich der Fichten-Tannen-Buchen-Wälder als Klimaxvegetation, der sich vom Talboden bis auf etwa 1400 m ü. A. erstreckt. Die Wälder werden forstwirtschaftlich genutzt und die Fichte (Picea abies) bildet den Hauptteil des Baumbestandes. In den Kalkvoralpen werden Wald- und Baumgrenze in der Regel von der Fichte gebildet. Von Natur aus wäre am Schafbergipfel in etwa die Waldgrenze, diese liegt aufgrund der lange zurückliegenden Rodungen und der Almwirtschaft heute deutlich tiefer. Auch die Bestände der Bergkiefer (Pinus mugo) sind Nachfolger von aufgelassenen Almweiden hin zum subalpinen Fichtenwald. Die Bergmischwälder am Franz-Josef-Weg nach St. Wolfgang enthalten stellenweise noch stattliche Tannen (Abies alba).
Auf den Almen im hochmontanen Bereich wachsen für den Schafberg typische, sonst im Salzkammergut seltene, Rosenarten wie die  Apfel-Rose (Rosa villosa) und die Busch-Rose (Rosa corymbifera). In der Südflanke befinden sich subalpine Fettweiden und Rostseggenrasen, der in Lagen mit langer Schneebedeckung und größerer Feuchtigkeit den großflächig vorkommenden Horstseggenrasen ersetzt. Im tiefgründigen Rasen wächst häufig der Allermannsharnisch (Allium victorialis), der in Oberösterreich sonst sehr selten ist.  In südexponierten Hängen, im von einzelnen Kalkfelsen durchsetzten Blaugras-Horstseggenrasen, wächst das sehr seltene Steirische Kohlröschen (Nigritella stiriaca). Diese in Österreich endemische Art ist vom Salzkammergut bis in die Hochschwabgruppe verbreitet. An der windexponierten Kante des Nordabbruchs hat sich ein Polsterseggenrasen entwickelt, in dem viel Silberwurz (Dryas octopetala), Alpen-Süßklee (Hedysarum hedysaroides) und Bewimperter Mannsschild (Androsace chamaejasme) wächst. Im Mittersee gedeiht das Langblättrige Laichkraut (Potamogeton praelongus). Dieses Vorkommen ist das einzige in Salzburg und in Oberösterreich.
Von den vorkommenden Pilzen sind viele mit der Fichte und anderen Nadelbäumen vergesellschaftet. Dies sind etwa
- Feinschuppiger Ritterling (Tricholoma imbricatum)[21]
- Geselliger Glöckchennabeling (Xeromphalina campanella)[22]
- Braunschuppiger Tintling (Coprinopsis romagnesiana)[23]
- Schmalblättriger Risspilz (Inocybe leptophylla, Syn. Inocybe casimiri)[24]
- Erdigriechender Schleimkopf (Phlegmacium variecolor)[25]
- Anis-Klumpfuß (Cortinarius odorifer)[26]

## Fauna

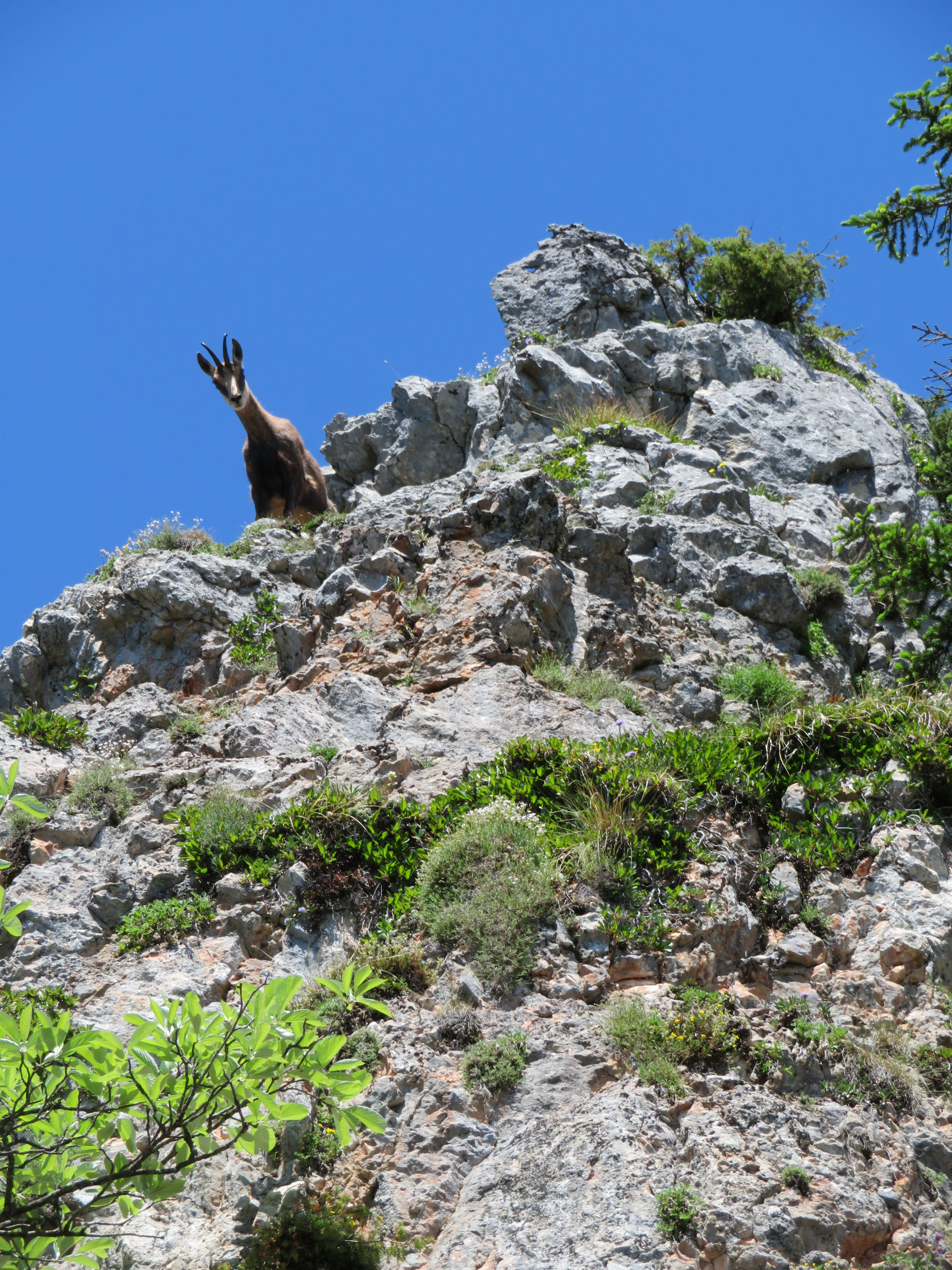
Gämse (Rupicapra rupicapra) am Törlspitz

Das Schafberggebiet ist reich an Wildarten. Besonders die felsigen Bereiche sind für Gämsen (Rupicapra rupicapra) ein Rückzugsgebiet; die Tiere treten in hohen Dichten auf. Im Bereich von Almen und Wäldern finden Rothirsche (Cervus elaphus) und Rehe (Capreolus capreolus) gute Lebensbedingungen, wenn auch in geringerer Dichte.
Alpensalamander (Salamandra atra) und Bergmolch (Ichthyosaura alpestris) sind im Gebiet verbreitet. In den tieferen Lagen kommt auch der Feuersalamander (Salamandra salamandra) vor. Die Gelbbauchunke (Bombina variegata) ist weit verbreitet. Auch die Erdkröte (Bufo bufo) und der Grasfrosch (Rana temporaria) steigen mit größeren Beständen bis zur Waldgrenze. Von den Reptilienarten ist die Bergeidechse (Zootoca vivipara) am häufigsten vertreten, aber auch die Blindschleiche (Anguis fragilis) ist bis in die hochmontane Zone weiter verbreitet. Die Ringelnatter (Natrix natrix) ist nur im östlichen Schafberggbiet in der Umgebung des Schwarzensees nachgewiesen. Die Kreuzotter (Vipera berus) kommt im Gebiet vor und ist im Frühjahr an der Südseite, wie etwa am Purtschellersteig, häufig zu beobachten.
Alpendohlen (Pyrrhocorax graculus) und Kolkraben (Corvus corax) sind häufig anzutreffen. Alpenbraunellen (Prunella collaris) und Bergpieper (Anthus spinoletta)  wurden ebenfalls nachgewiesen.
In der sonnigen und windgeschützten Mulde des Suissensees, am Fuß der Nordwände, fliegt im Sommer häufig der streng geschützte Apollofalter (Parnassius apollo). Seine Raupen entwickeln sich an der Weißen Fetthenne (Sedum album), überwintern und verpuppen sich erst im Frühjahr nach der Schneeschmelze. Der Schwarze Apollo (Parnassius mnemosyne) ist in der Unterart hartmanni im Gebiet östlich des Schafberges zu finden. Diese Populationen sind durch besonders dunkle Weibchen ausgezeichnet.

## Naturschutz
Der Schafberg liegt auf Salzburger Seite im Landschaftsschutzgebiet Schafberg–Salzkammergutseen. In Oberösterreich stehen der Schwarzensee (n016, Listeneintrag) und der Moorkomplex der Moosalm (n130, Listeneintrag), mit 48,77 ha bzw. 70 ha Fläche, unter Naturschutz.

## Bergsport

### Wandern
Von St. Wolfgang aus war der Schafberg schon in der ersten Hälfte des 19. Jahrhunderts einfach über bestehende Almwege zu besteigen. Aufgrund seiner hervorragenden Gipfelaussicht über das Salzkammergut war der Schafberg schon damals ein beliebter Aussichtsberg. In einer der Hütten auf der Schafbergalm gab es Milch, Butter und Brot, zur Not auch ein Heulager.
In St. Wolfgang standen Bergführer und Träger zur Verfügung. Eine Besonderheit waren die Sesselträger. Jeweils eine Person wurde mit einer Art Sänfte von zwei Trägern auf den Gipfel getragen. Für viele Salinenarbeiter und Holzknechte, die ihre Arbeit mit dem Niedergang der Salzwirtschaft verloren hatten, war das Sesseltragen eine bescheidene Einkommensquelle. Es entwickelte sich rasch ein eigener Berufsstand mit festen Tarifen, fixen Standplätzen und strengen Regeln für die Sicherheit der zu tragenden Personen. In St. Wolfgang gab es im 19. Jahrhundert ungefähr dreißig Sesselträger. Ihnen diente zur Abwicklung ihrer Geschäfte ein Stüberl im St. Wolfganger Hotel Post als Standquartier. Dort wurden die Aufträge entgegengenommen und auf Schiefertafeln wurde festgehalten, welcher Kunde mit welchem Träger unterwegs war. Ein Führer auf den Schafberg kostete 1 ¼ Gulden, die Beförderung wahlweise auf einem Maultier oder mit Sesselträgern 8 Gulden. Die 1893 eröffnete Schafbergbahn beendete den Beruf der Sesselträger in St. Wolfgang. Das Hotel Schafbergspitze, eine Hütte der Naturfreunde und auch private Unterkünfte bieten Übernachtungsmöglichkeiten für Wanderer.

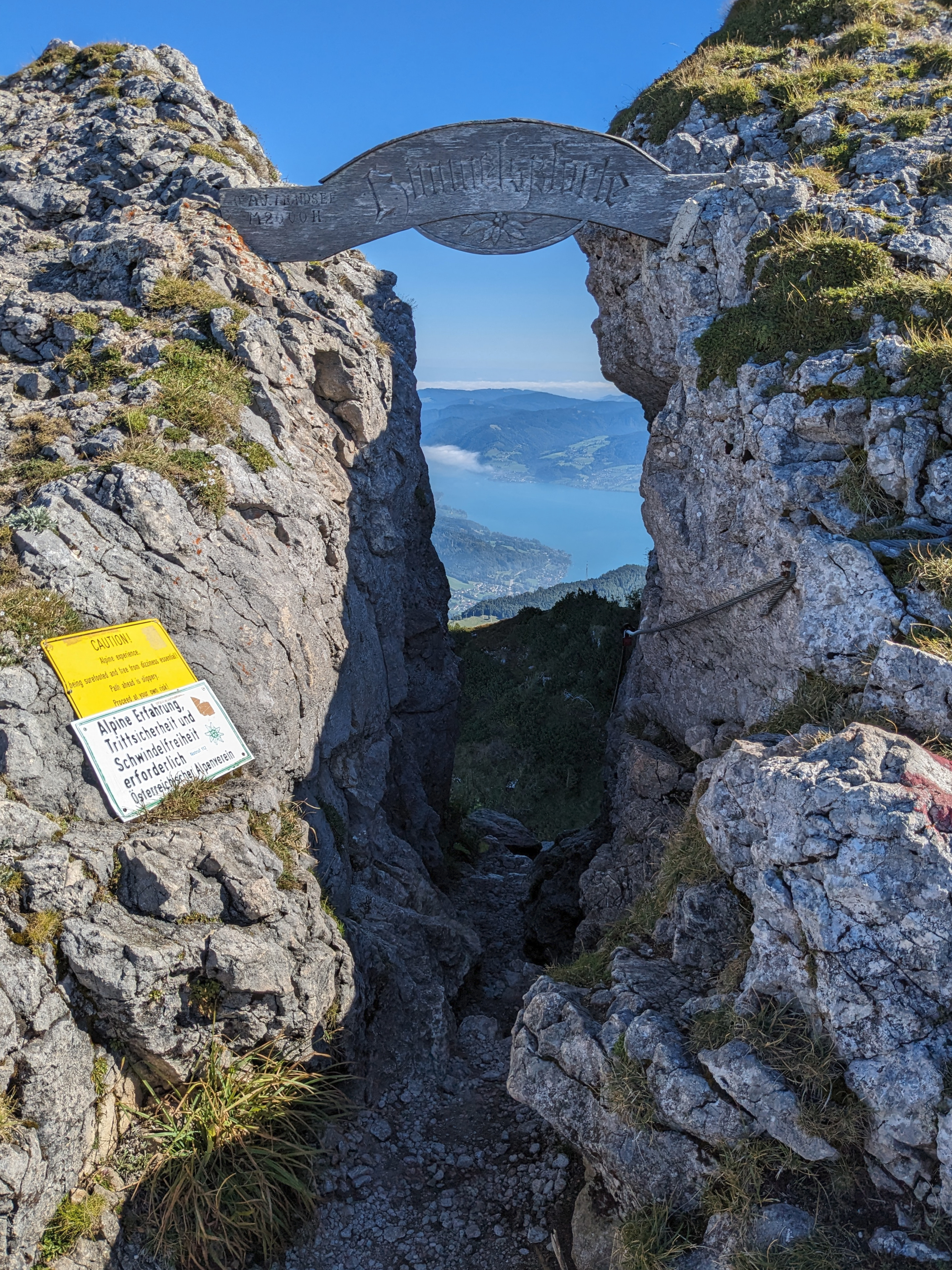
Die Himmelspforte ist der Endpunkt des Himmelspfortensteigs. Im Hintergrund der Attersee

Das markierte und beschilderte Wegenetz am Schafberg wird vom Österreichischen Alpenverein gewartet. Der Österreichische Weitwanderweg Nr. 04 überquert den Schafberg von Norden nach Süden. Dieser Weg trägt dort als Voralpenweg die Nummer 804. Von allen Himmelsrichtungen führen Anstiege auf den Schafberg. Die bekanntesten sind:
- Weg 17 bzw. 27 Purtschellersteig vom Mönichsee im Osten durch die Südflanke auf den Gipfel
- Weg 18 Himmelspfortensteig von der Eisenaueralm über die Nordwestflanke auf den Gipfel
- Weg 20 Schafbergsteig von Winkl auf die Schafbergalm und durch die Südflanke auf den Gipfel
- Weg 23 Schafbergweg von St. Wolfgang auf die Schafbergalm

### Berglauf
Seit 1983 findet regelmäßig im Mai der Schafberglauf statt. Der Wettbewerb wird von der Laufgemeinschaft St. Wolfgang veranstaltet. Die Strecke folgt dem Wanderweg 23 bzw. 24 von St. Wolfgang zum Gipfel. Auf einer Länge von 7,2 Kilometer sind 1.188 Höhenmeter zu überwinden. Der Streckenrekord beträgt 43:03.

### Klettern
Klettertechnisch sind vor allem die Hochwände und die Nordwand erschlossen. Es gibt Routen in allen Schwierigkeitsgraden. Die Falkensteinwand ist für ihre senkrecht bis überhängende Wand, die direkt in den Wolfgangsee abstürzt, bekannt. Nach einem tödlichen Unfall im Juni 2021 warnte die Österreichische Wasserrettung vor dem Klippenspringen von der Falkensteinwand.

### Gleitschirmfliegen

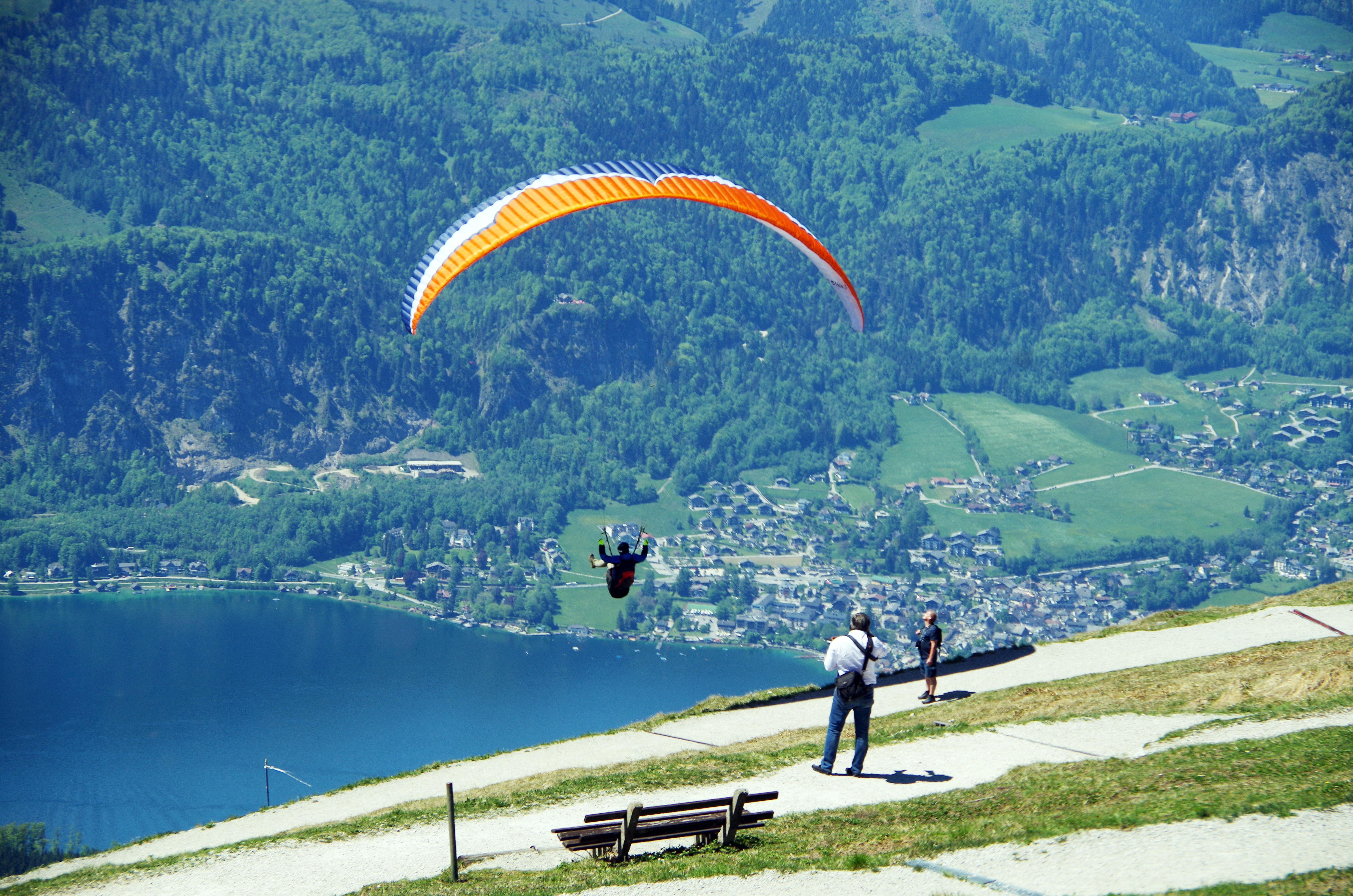
Startender Gleitschirmflieger am Bergbahnhof

Der Schafberg ist ein bekanntes Gebiet für Gleitschirmflieger. Die Südflanke jenseits der Baumgrenze ist mit ihrem Gefälle ein idealer Startplatz. Um die Mittagszeit entsteht oft eine günstige Thermik, die genutzt wird, um rasch an Höhe zu gewinnen. Dem Gleitschirmflieger bietet sich aus großer Höhe ein Blick auf einen Großteil der Seen des Salzkammerguts.

### Mountainbiking
Die Eisenaueralm, im Norden des Schafbergs, ist ein beliebtes Ziel für Mountainbike-Touren. Die Forststraßen entlang des Kienbachs und durch den Burgaugraben sind ausgewiesene Mountainbike-Strecken. Bei der Buchberghütte befinden sich Ladestationen für E-Bikes.

### Wintersport
Im Winter wird der Schafberg nur selten für Skitouren und Schneeschuhwanderungen genutzt. Bei entsprechender Schneelage führt die Route über den Sommerweg von St. Wolfgang oder entlang der Trasse der Schafbergbahn auf den Gipfel. Der Schnee auf den südseitigen Hängen im Gipfelbereich ist jedoch oft abgeblasen.

## Wirtschaft

### Tourismus

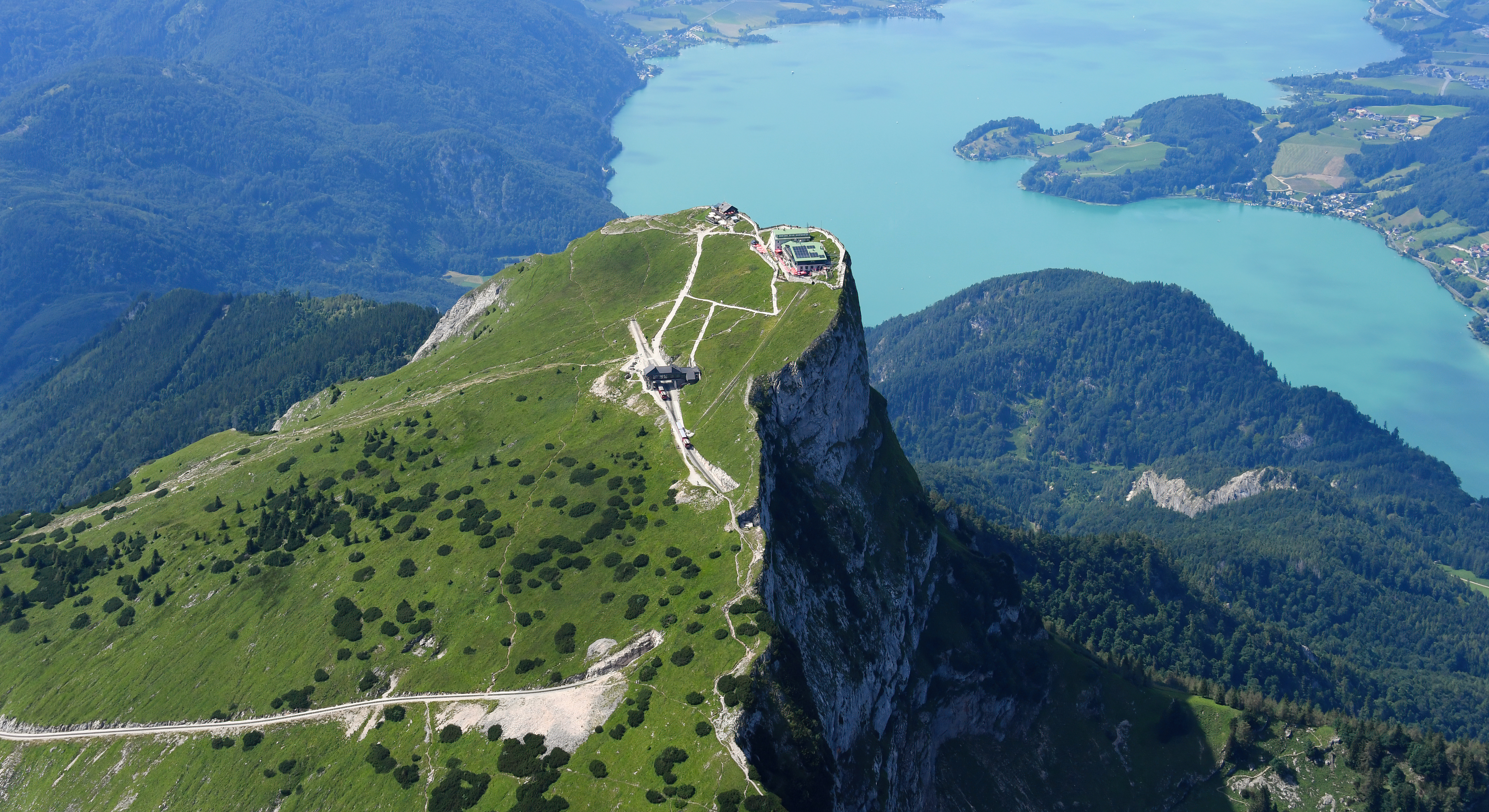
Luftaufnahme der stark erschlossenen Gipfelfläche mit Bergbahnhof (mittig) und wartender Zuggarnitur, Schafberghotel (rechts), Himmelspforthütte (dahinter)

Wegen des großen Interesses zahlungskräftiger Gäste wurde der Schafberg systematisch für den Bergtourismus erschlossen. 1853 erbaute der Wirt des Gasthauses zum Roß (Schwarzingers Gasthaus) aus St. Wolfgang am Gipfel ein gemauertes Gasthaus mit 16 Betten und einem Dachbalkon. 1864 wurde mit dem Hotel Schafbergspitze das erste Berghotel Österreichs eröffnet. Es verfügte über eine telefonische Sprechstelle mit dem Hotel Post in St. Wolfgang. Ende der 1860er-Jahre besuchten bereits an die 5000 Personen pro Jahr den Schafberggipfel. Mit der Einweihung der Schafbergbahn 1893 verstärkte sich der Bergtourismus erheblich. Ein Jahr später wurde die Lokalbahn von Salzburg nach Bad Ischl eingerichtet, was die Anreise wesentlich erleichterte. Vom ersten Elektrizitätswerk Oberösterreichs in St. Wolfgang wurde das Schafberghotel ab 1894 mit Strom versorgt. Das Wetterloch, eine Höhle nahe dem Schafberggipfel, wurde als Schauhöhle eingerichtet und mit elektrischem Licht beleuchtet. Der älteste Bauteil des Hotels fiel im Jahr 1906 einem Brand zum Opfer. In St. Wolfgang existiert eine ausgeprägte touristische Infrastruktur. Die Schafbergbahn, das Hotel und die Wolfgangseeschifffahrt werden seit 2005 von der Salzkammergutbahn GmbH betrieben, die am 9. Februar 2006 von der ÖBB an die Salzburg AG verkauft wurden. Westlich des Hotels liegt die Gaststätte Himmelspforte - Schafberg. Auf der Schafbergalm, bei der Haltestelle Schafbergalpe, befindet sich der Gasthof Schafbergalpe.

### Schafbergbahn

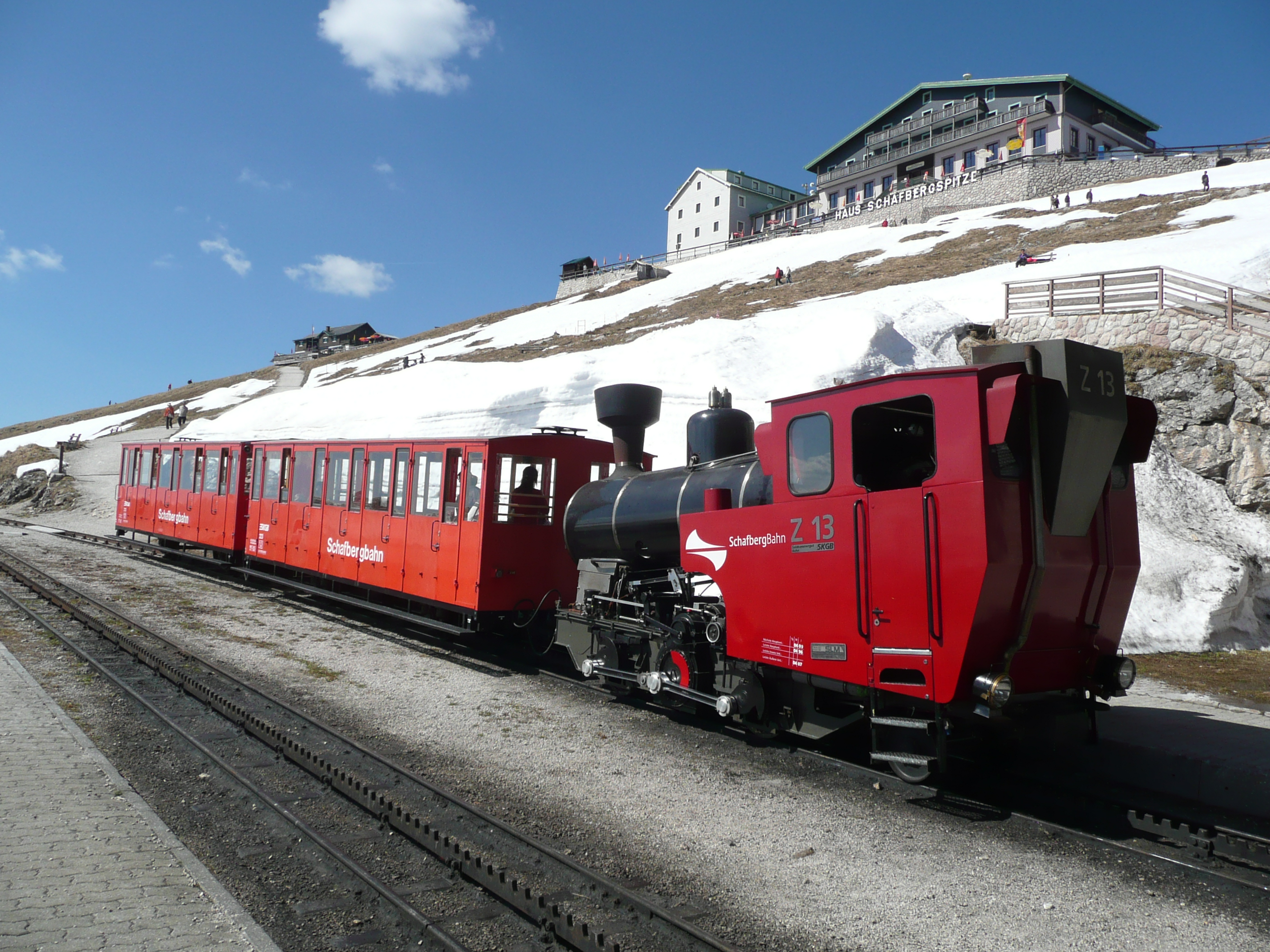
Neubaudampflok Z 13 im Bahnhof Schafbergspitze

Die Schafbergbahn, eine Zahnradbahn, fährt vom Schafbergbahnhof in St. Wolfgang über die Haltestation Schafbergalm 1363 m bis zur Station Schafbergspitze auf 1732 m Höhe. Die Bahnstrecke beträgt 5,85 km, der Höhenunterschied 1188 m, die Fahrt dauert ca. 35 Minuten. Die Schafbergbahn wird von Anfang Mai bis Ende September betrieben.
Die Bauarbeiten zur Schafbergbahn wurden im April 1892 begonnen. 350 Arbeiter, großteils Italiener, benötigten für die Errichtung ein Jahr. Material und Verpflegung mussten mit rund 6.000 Maultierlasten auf den Berg geschafft werden. Die Schafbergbahn wurde am 1. August 1893 eröffnet. Die Betriebsgebäude wurden mehrmals erneuert. Im Juni 1986 wurde der Neubau des Aufnahmegebäudes eröffnet. Der Warteraum  war vergrößert und die Abfahrts- und Ankunftsbahnsteige waren getrennt worden. Die bisherigen Stumpfgleise waren verlängert und durch eine Weiche mit einem Ausziehgleis verbunden worden, was das Abstellen einer zusätzlichen Zuggarnitur ermöglichte. 2020 wurde mit dem Neubau der Talstation begonnen. 2022 transportierte die Schafbergbahn rund 170.000 Besucher auf den Schafberggipfel.

### Forstwirtschaft
Die Forstverwaltung Herrschaft St. Wolfgang, im Besitz der Familie Scheidt, verwaltet ein 1800 Hektar großes Gebiet, zu dem ein Großteil des Schafbergs, der Schwarzensee und der oberösterreichische Teil des Wolfgangsees gehören. Die Wälder an der Westflanke, der Bereich zwischen Ackerschneid und Seeache, sowie der nordöstliche Teil in Oberösterreich sind im Eigentum der Österreichischen Bundesforste und werden als Forstrevier Sankt Gilgen verwaltet. Die Wälder werden forstwirtschaftlich genutzt und sind von einem Netz von Forststraßen durchzogen.

### Landwirtschaft

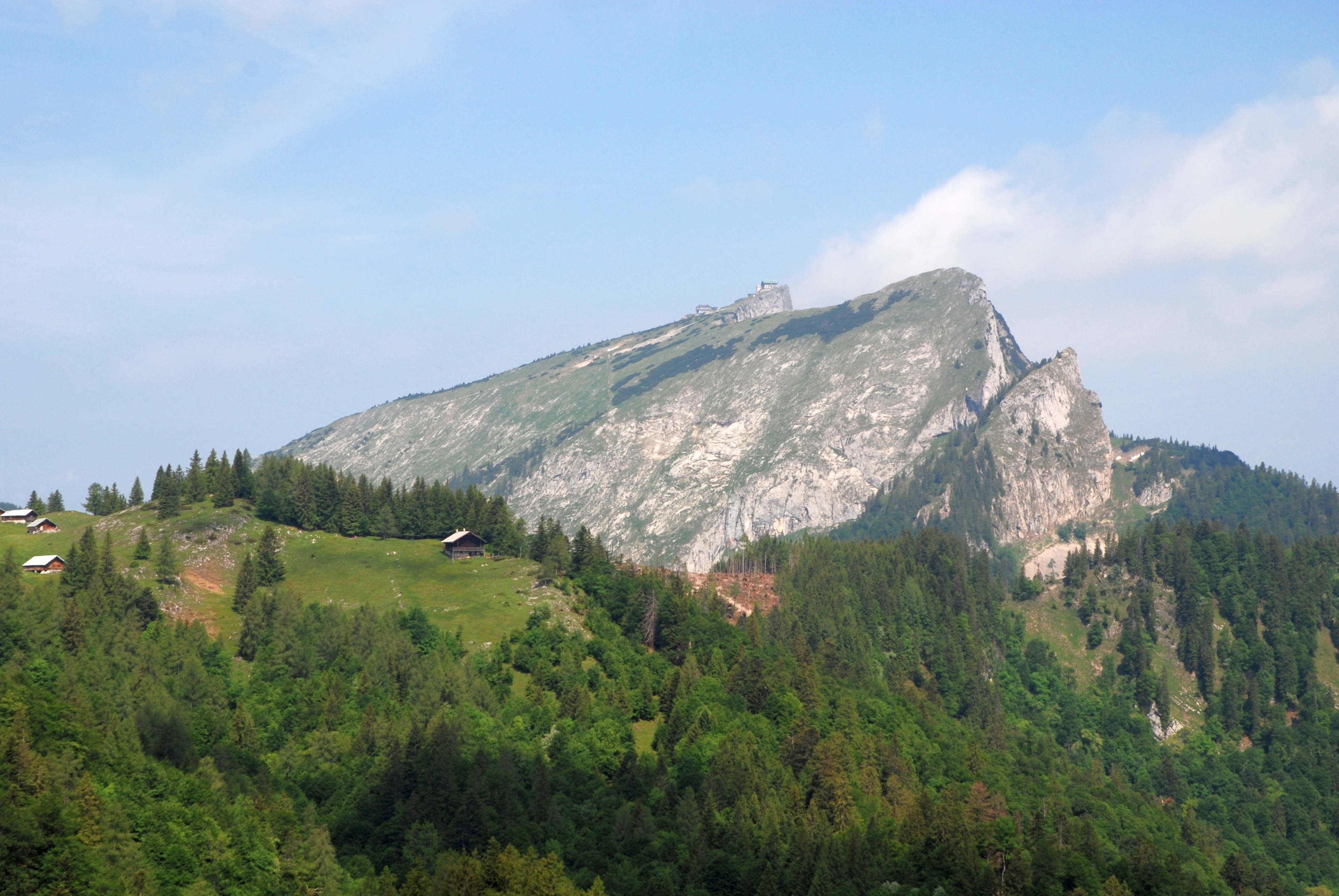
Vormaueralm. Im Hintergrund der Schafberggipfel, Spinnerin und Törlspitz

Die Landwirtschaft am Schafberg ist bis auf wenige Ausnahmen auf die Weidenutzung der Almen beschränkt. Alle Almen sind Rodungsalmen, auch die Almweiden oberhalb der Schafbergalm. Die älteste schriftliche Aufzeichnung über die Landwirtschaft im Gebiet enthält ein Urbar von 1416. Damals hatte bereits jeder Bauernhof seine Nieder- und Hochalmen. 1718 gab es im Wolfgangseegebiet 62 Almen. Danach nahm deren Zahl ab. Das Schafberggebiet lag außerhalb des Kammerguts. Es musste jedoch seine Wälder für die Salzproduktion in den Salinen zur Verfügung stellen. Heute sind die vielen Privatalmen eine Besonderheit im Salzkammergut, wo sonst Servitutsalmen üblich sind. Meistens werden auf den Almen keine Milchkühe mehr gehalten, sondern Galtvieh.

### Energiewirtschaft
Der Schwarzensee wird als Speicher für das Kraftwerk Schwarzensee der Energie AG genutzt. Dieses wurde im Jahr 1908 in Vollbetrieb genommen und verfügt über 2 zweidüsige Freistrahlturbinen. Das Kraftwerk produziert pro Jahr rund 3,35 GWh an elektrischer Energie.

## Namenskunde

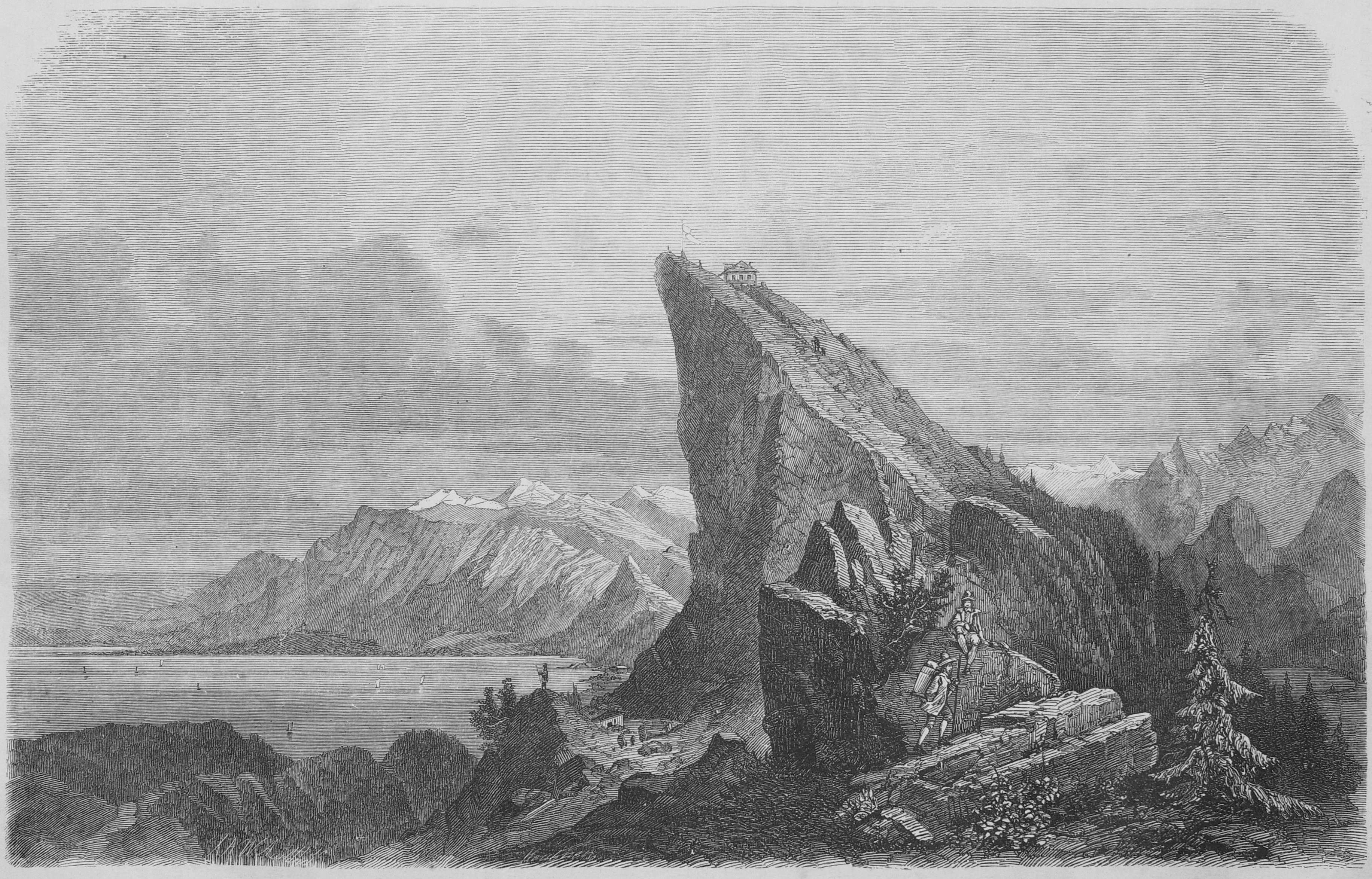
Der Rigi des Salzkammergutes, In Die Gartenlaube, 1866

Der Berg wurde erstmals 841 als „Skafesperc“ im Traditionskodex des Klosters Mondsee erwähnt (super verticem montem quem vulgo nominat Skafesperc). Der Name ist auf die ausgedehnten Schafweiden der Schafbergalm zurückzuführen und wurde sekundär auf den Gipfel des Berges übertragen.
Aufgrund seiner Ähnlichkeit mit dem  Schweizer Aussichtsberg Rigi wird der Schafberg auch als „Der Rigi des Salzkammergutes“ bezeichnet. Auf den Rigi führt ebenfalls eine Zahnradbahn und im Gipfelbereich befindet sich ein Hotel.

## Geschichte
Das Gebiet um den Mondsee mit dem Schafberg war ursprünglich im Territorium des Klosters Mondsee, das zum Hochstift Regensburg gehörte. Das Territorium des Erzstifts Salzburg umfasste Gebiete im Süden des Schafbergs. Eine erste Grenze ist im Traditionscodex des Klosters Mondsee dokumentiert. Die Zugehörigkeit der Gebiete wurde von Bischof Liupram von Salzburg und Bischof Baturich von Regensburg ausgehandelt. Mondsee und Salzburg erhoben jedoch weiterhin Ansprüche auf die Jagd- und Holzrechte (cum jure lignandi et venandi) am Schafberg und insbesondere auf die Fischereirechte im Wolfgangsee. Dies führte zu jahrhundertelangen Grenzstreitigkeiten. Erst mit dem Grenzrezess vom 26. Mai 1689 zwischen Kaiser Leopold I. und dem Fürsterzbischof Johann Ernst von Thun und Hohenstein wurden die bis heute gültigen Grenzen festgelegt.

## Der Schafberg in Kunst und Literatur

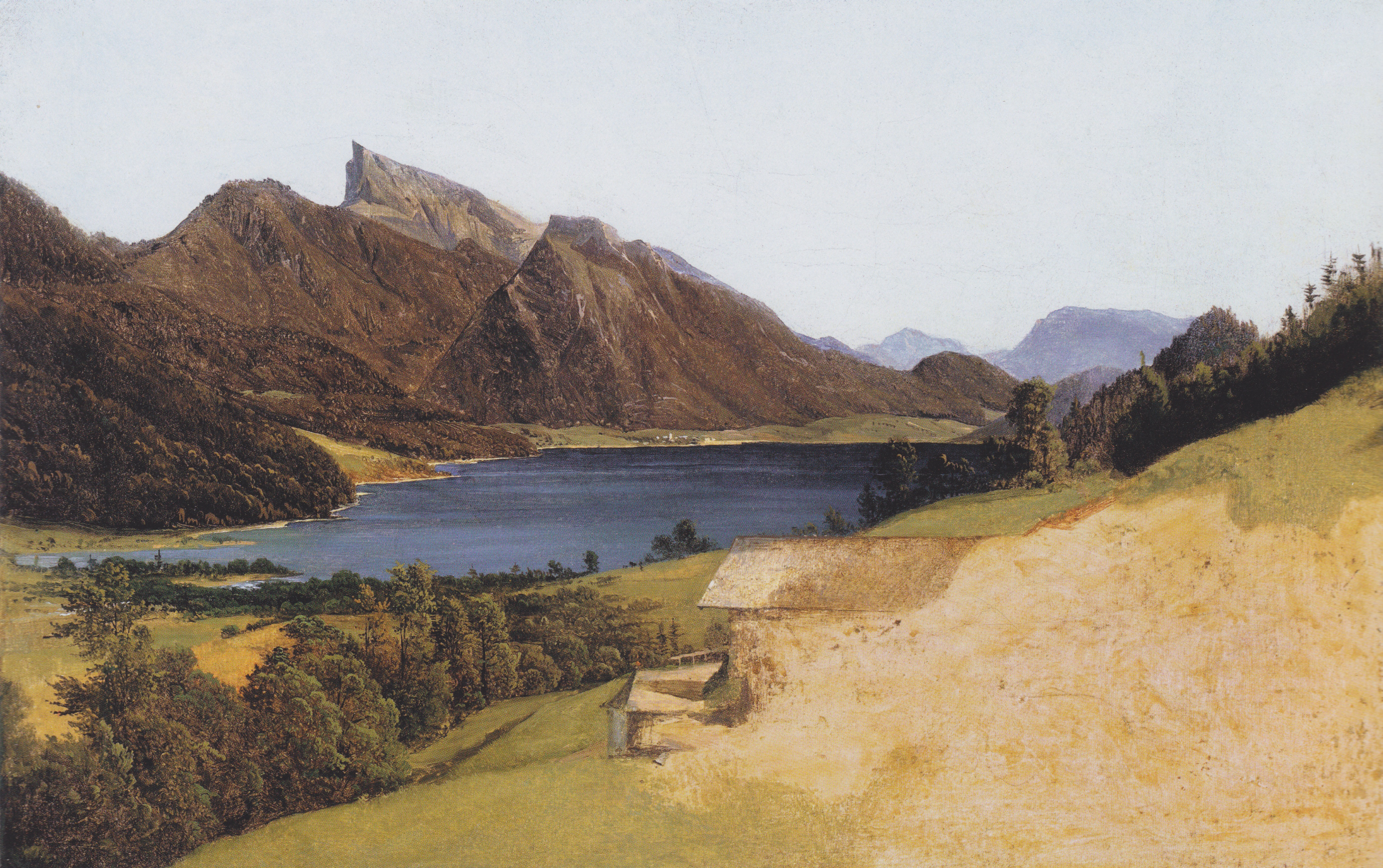
Ferdinand Georg Waldmüller: Fuschelsee mit dem Schafberg, 1835

Der Schafberg, mit seiner markant abfallenden Nordseite, ist Gegenstand einer Volkssage.

„Der Teufel biß einst ein Stück vom Untersberg ab und trug es durch die Lüfte fort. Als der erste Hahn krähte, war seine Zeit um, er mußte das Bergstück fallen lassen. So entstand der Schafberg, der deshalb auch Teufelsabbiß heißt.“

Aufgrund seiner Bekanntheit fand der Schafberg Einzug in die Literatur des 19. Jahrhunderts. Die deutsche Journalistin, Dichterin und Librettistin Helmina von Chézy beschrieb im 1833 erschienenen Reisebuch Norika ihre Besteigung des Schafberges. Joseph Victor von Scheffel verbrachte 1862 einige Wochen in St. Wolfgang und ließ sich von der Landschaft des Schafbergs und des Wolfgangsees inspirieren. Dort schuf er die ersten Teile seines Werks Bergpsalmen.
Im Herbst 1847 verbrachte der Dachsteinforscher Friedrich Simony sieben Wochen am Gipfel des Schafbergs und zeichnete bei der klaren Sicht im Herbst ein Panorama der Schafberg-Aussicht. Neben seinen Dachsteinbildern zählt das Schafberg-Panorama zu seinen bekanntesten Werken. In der Biedermeierzeit kamen Landschaftsmaler in das Salzkammergut und zum Schafberg. Ferdinand Georg Waldmüller, August Schaeffer von Wienwald und Friedrich Gauermann schufen Werke mit dem Schafberg und dessen Umgebung.
Der Schafberg war Drehort für die Musicalverfilmung The Sound of Music. Dieser Film (USA 1965) prägt vor allem in den Vereinigten Staaten, in Kanada, Lateinamerika und Japan das Österreich-Image bis zum heutigen Tag, während er im deutschsprachigen Raum (Titel der deutschen Fassung: Meine Lieder – meine Träume) nur auf mäßigen Erfolg stieß und dort bis heute vergleichsweise unbekannt ist.

## Amateurfunk-Umsetzer
Auf der Schafbergspitze war bis 28. September 2018 ein Amateurfunkrelais installiert, betrieben von der FIRAC Österreich (Eisenbahner-Funkamateure). Das Amateurfunkrufzeichen lautete OE2XBB und die Sendefrequenz war 439,200 MHz. Das Relais war bis weit in den bayerischen Raum hörbar.